# Trías

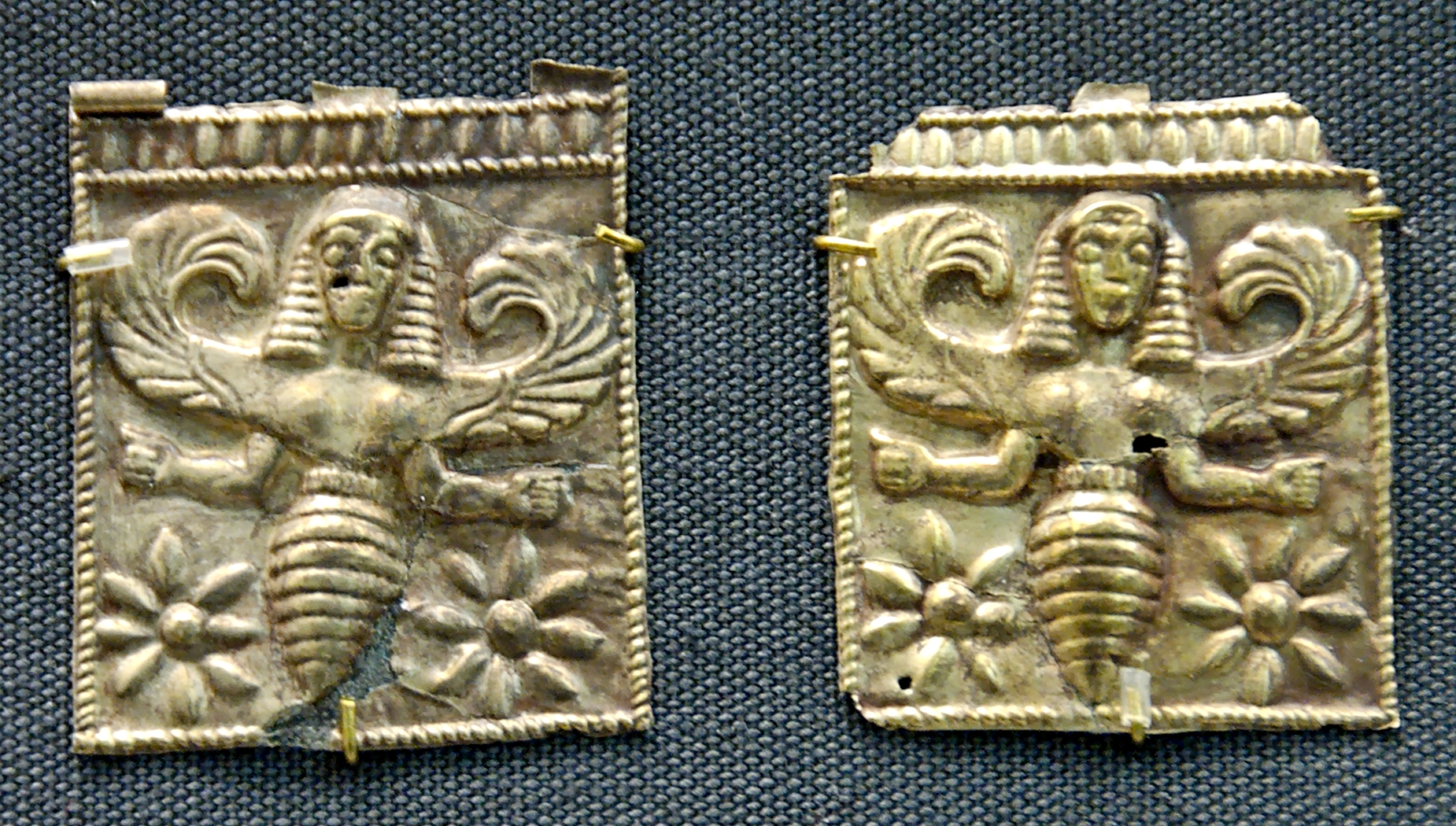
Placas de oro grabadas con las diosas-abeja aladas, quizá las Trías, halladas en Camiros (Rodas). a. C. (Museo Británico).

En la mitología griega, las Trías (en griego antiguo Θριαί; Thriaí) eran las tres doncellas aladas que vivían en el Parnaso y que presidían la adivinación mediante guijarros (ϑριαί, thriaí) que se arrojaban a una urna. Calímaco dice que «las Trías inspiraron al viejo cuervo». Filócoro dice que eran tres ninfas nodrizas de Apolo.

Las Trías aparecen en muy pocas fuentes. La narración más extensa aparece en uno de los Himnos homéricos, en donde se nos narra cómo Apolo le enseñó a Hermes el arte de la profecía aunque no se las denomina como Trías. El himno nos presenta a Apolo charlando con Hermes, a saber: 
«Te diré otra cosa, hijo de la gloriosísima Maya y de Zeus egidífero, raudo demon de los dioses. Hay unas venerables muchachas, hermanas de nacimiento, que se ufanan de sus raudas alas. Son tres y, con la cabeza cubierta de blanco polen, habitan su morada al pie de la garganta del Parnaso. Son maestras, por su cuenta, de una adivinación a la que, aún de niño, me dedicaba con mis vacas. Mi padre no se preocupaba de ello. Desde allí luego, volando de una parte a otra, se nutren de los panales y dan cumplimiento a todas las cosas. Cuando, nutridas de rubia miel, entran en trance, consienten de buen grado en profetizar la verdad. Pero si se ven privadas del dulce manjar de los dioses, mienten entonces agitándose unas a otras. En adelante te las concedo. Y tú, interrogándolas sinceramente, regocija tu mente. Y si conocieras a algún varón mortal, a menudo podría oír tu profética voz, si tiene esa suerte. Ten eso, hijo de Maya, y apacienta las camperas vacas de tortuoso paso, los corceles y los mulos sufridos para el trabajo».
Se atribuye tanto a las Trías como a las «doncellas-abeja» el haber ayudado a Apolo a desarrollar sus poderes proféticos de adulto, pero la adivinación que Apolo aprendió de las Trías difiere de la de las doncellas-abeja. El tipo de adivinación enseñado por las Trías a Apolo era el de los guijarros mánticos, el lanzamiento de piedrecillas, más que el tipo de adivinación asociado con las doncellas-abeja y Hermes: el echar a suertes con la cleromancia.
El mito las sitúa viviendo al pie del Parnaso, monte consagrado a Apolo y a las Musas, en cuya ladera brotaba la fuente Castalia, aquella que concedía la inspiración a los poetas, de la que se tomaba agua para limpiar el templo de Delfos, y donde la Pitia solía purificarse antes de entrar en el templo, y según algunos beber de ella antes de profetizar, aunque otros autores indican que tomaba el agua de inspiración de la cercana fuente Casótide.

Un pasaje de Platón conecta la miel con las fuentes que dan inspiración poética: 
«Pues ciertamente nos dicen los poetas que nos ofrecen los cantos que, como abejas, liban de las fuentes de las que fluye miel en algunos jardines y sotos de las Musas, revoloteando también ellos del mismo modo». 
Estas palabras de Platón no pueden dejar de recordarnos a las muchachas-abejas del Himno a Hermes, que revoloteaban nutriéndose de los panales del Parnaso, y sólo cuando éstas ninfas han tomado miel entran en trance profético, mientras que cuando no se han nutrido de miel sus profecías son engañosas, lo que parece indicar que la miel tiene el poder profético.
Conjeturalmente las Trías pudieran estar relacionadas con las ninfas Coricias, ninfas proféticas e hijas del río Pleísto, aunque no se haya indicado en ninguna fuente. Las ninfas Coricias eran al menos Melena, Cleodora y Coricia.
Calímaco también nos habla de la relación entre la crianza de Zeus y las abejas, a saber:
«Oh Zeus, las compañeras de los Coribantes, las Melias del Dicte, te tomaron en sus brazos: te mecía Adrastea en una cuna de  ro, y tú chupabas la ubre opulenta de la cabra Amaltea, y ávidamente consumías la dulce miel, producto repentino de la abeja Panácride en los montes Ideos que se llaman Panacra».